# Ngazargamu

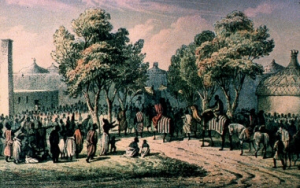
Tribunal de la ciudad de Ngazargamu durante el reinado de Mai Ali Ngaji.

Gazargamo, o N'gazargamu, fue la capital del Imperio Bornu desde ca. 1460 a 1809. Situado a 150 km al oeste del lago Chad en el estado Yobe de la moderna Nigeria, aún se pueden ver los impresionantes restos de la antigua capital. El muro circundante tiene una longitud de 6,6 km y en algunas partes todavía tiene una altura de hasta 5 m.
La ciudad capital fue construida alrededor del año 1488, durante el reinado de Mai Ali Gazi (1476-1503). Estaba ubicado en la bifurcación de los ríos Komadugu Gana y el Komadugu Yobe, cerca del actual Geidam.
La ciudad era entonces un centro importante para el comercio y el aprendizaje, en su apogeo con alrededor de 20,000 habitantes.
En 1809, después de varios años de guerra indecisa, Ngazargamu fue asediada y destruida por Malam Zaki, en la yihad de Fulani.